# Schlomo Moran
Schlomo Moran (hebräisch שלמה מורן, englische Transkription Shlomo Moran, * 1947) ist ein israelischer Informatiker.
Moran wurde 1979 am Technion in Haifa bei Azaria Paz promoviert (NP optimization problems and their approximation). Er ist Professor für Informatik am Technion.
Moran beschäftigt sich mit Komplexitätstheorie, aber auch zum Beispiel mit phylogenetischen Bäumen und Web-Suchmaschinen sowie mit Graphentheorie. 1993 erhielt er den Gödel-Preis für seine Arbeit mit László Babai zur Einführung interaktiver Beweissysteme 1985 (unabhängig von Goldwasser, Micali, Rackoff zur gleichen Zeit). Von ihm und Babai stammt das Arthur-Merlin-Protokoll.